# Emesis aureola
Emesis aureola är en fjärilsart som beskrevs av Hans Ferdinand Emil Julius Stichel 1926. Emesis aureola ingår i släktet Emesis och familjen Riodinidae. Inga underarter finns listade i Catalogue of Life.